# Grganjica
 Grganjica  falu Horvátországban, Károlyváros megyében. Közigazgatásilag Duga Resához tartozik.

## Fekvése
Károlyvárostól 13 km-re, községközpontjától 7 km-re délnyugatra a község déli részén  fekszik.

## Története
A településnek 1857-ben 94, 1910-ben 70 lakosa volt. A trianoni békeszerződésig Zágráb vármegye Károlyvárosi járásához tartozott. 2011-ben 17-en lakták.

## Lakosság
| Lakosság változása | Lakosság változása | Lakosság változása | Lakosság változása | Lakosság változása | Lakosság változása | Lakosság változása | Lakosság változása | Lakosság változása | Lakosság változása | Lakosság változása | Lakosság változása | Lakosság változása | Lakosság változása | Lakosság változása | Lakosság változása |
| ------------------ | ------------------ | ------------------ | ------------------ | ------------------ | ------------------ | ------------------ | ------------------ | ------------------ | ------------------ | ------------------ | ------------------ | ------------------ | ------------------ | ------------------ | ------------------ |
| 1857               | 1869               | 1880               | 1890               | 1900               | 1910               | 1921               | 1931               | 1948               | 1953               | 1961               | 1971               | 1981               | 1991               | 2001               | 2011               |
| 94                 | 104                | 83                 | 80                 | 62                 | 70                 | 69                 | 76                 | 85                 | 81                 | 68                 | 56                 | 53                 | 32                 | 28                 | 17                 |